# Osławica (rzeka)
Osławica – rzeka, lewy dopływ Osławy o długości 18,14 km. 
Dolina Osławicy oddziela Bieszczady od Beskidu Niskiego, stanowi także granicę Beskidów Lesistych. Źródło jest położone ok. 680 m n.p.m., pod przełęczą Przysłup (689 m n.p.m.). Rzeka płynie na północ, przez miejscowości Osławica i Komańcza, a następnie w Rzepedzi uchodzi do Osławy (ok. 415 m n.p.m.).